# Mòmies incaiques

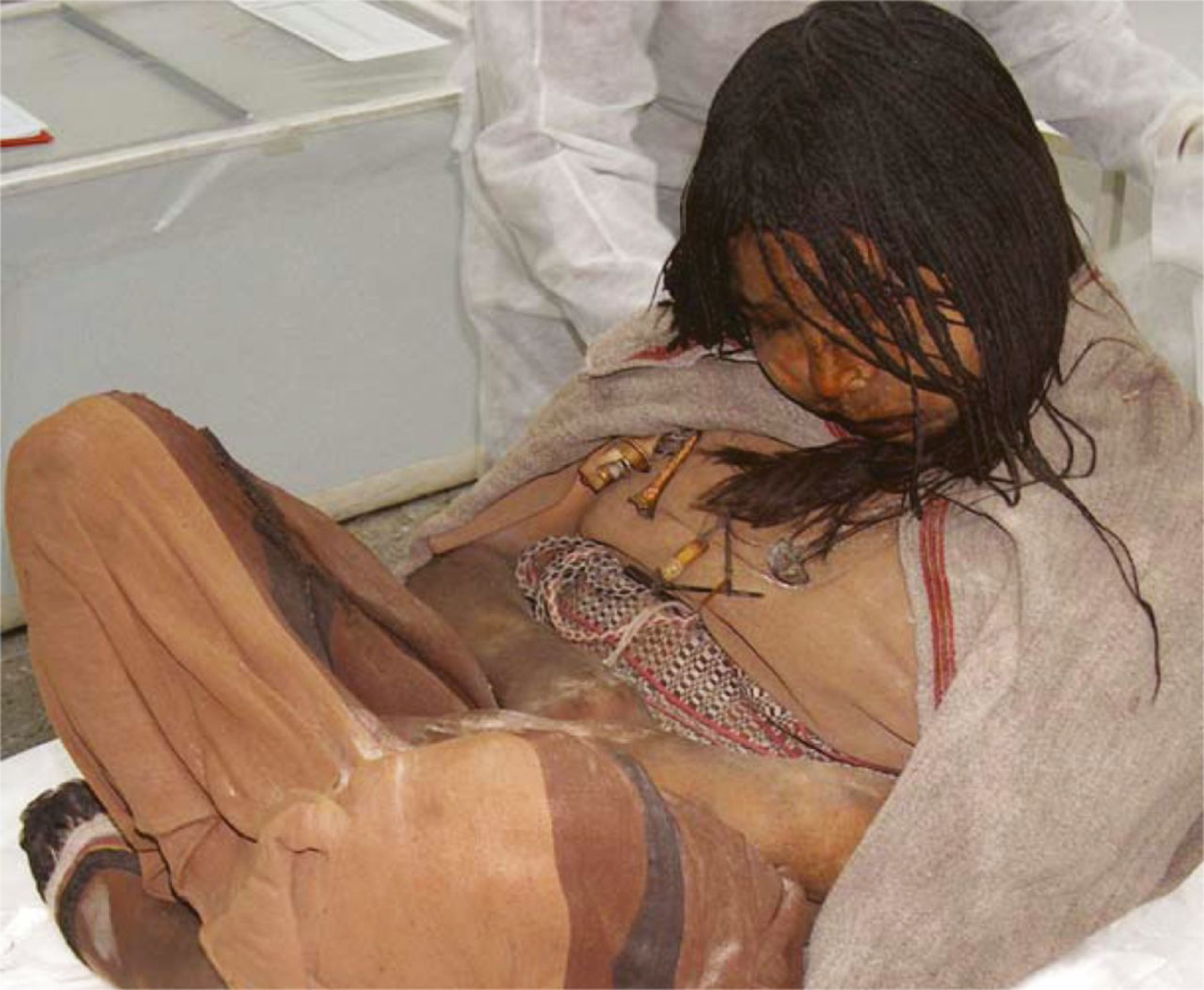
Una de les mòmies incaiques de Llullaillaco (Salta, Argentina).

Les mòmies incaiques són un seguit de mòmies trobades en llocs cerimonials al territori del que va ser l'Imperi Inca, i que són resultat de sacrificis humans.
Sembla que els inques en els seus sacrificis religiosos ofrenaven normalment víctimes sustitutòries, com ara llames. L'Inca Garcilaso de la Vega i el jesuïta Blas Valera (1548-1598), expert en quechua i història del Perú, neguen que practiquessin sacrificis humans. María Concepción Bravo Guerreira diu que:
| « | Nombroses informacions, corroborades per estudis arqueològics, ens permeten afirmar que, encara que no va ser molt usual, aquesta pràctica no va ser aliena a les manifestacions religioses dels inques. Les víctimes humanes (“copaccochas”), nens o adolescents sense màcula ni defecte, eren sacrificades en ocasió de cerimònies importants en honor de divinitats i huacas, i també per propiciar bones collites o espantar desastres de pestes o sequeres” (AV, Cultura y religión, 290; + 271). | » |

Recents investigacions, fetes a la regió selvàtica sud-est del Perú, han comprovat en certes tribus la persistència actual del sacrifici ritual de donzelles (25/05/1997).
Felipe Guamán Poma de Ayala, quan descriu al detall el calendari cívic–religiós dels inques, fa veure que els sacrificis humans es produïen entre els inques, no precisa l'època, de forma ordinària; així per exemple, a la festa Inti Raymi de juny (Nueva Crónica, 247), a la Chaqra Yapuy Killa (mes d'arar) d'agost (251) o a la Qhapaq Inti Raymi (festa del senyor Sol) (259). L'inca suprem és qui ordenava les normes d'aquests sacrificis (265, 273), i els tukuy rikuq (corregidors) i michuq (jutges) havien de retre comptes de la seva fidel execució (271).
Sobre això, tot sembla indicar que sí que van existir sacrificis humans en forma ocasional com, per exemple, davant la presència de fenòmens aleatoris com el cas de grans terratrèmols, producte de la tectònica de plaques, comú a Perú, Equador, Xile i Argentina, deguda a la Placa de Nazca, que els inques atribuïen a la fúria o enuig dels apus.
Confirmen les afirmacions, a més de confirmar la presència inca al nord de l'Argentina (Tucumán), la presència de la Mòmia Juanita, morta al voltant del 1450 a la falda de l'Ampato a Arequipa, Perú, la Mòmia Urpicha (Pichu Pichu), la Mòmia Sarita (Sara Sara), cinc mòmies trobades al nevat Misti i les Mòmies de Llullaillaco, trobades al nevat Llullaillaco, Salta, Argentina.

## Troballes
La taula següent resumeix les troballes de mòmies en llocs cerimonials a gran alçada de la serralada dels Andes, a l'àrea controlada per l'Imperi Inca.
| Any         | Muntanya     | Ubicació              | Observacions              |
| ----------- | ------------ | --------------------- | ------------------------- |
| 1896 i 1898 | Chachani     | Sud del Perú          | Saquejat i perdut         |
| 1905        | Chañi        | Salta-Jujuy/Argentina |                           |
| 1922        | Chuscha      | Salta/Argentina       |                           |
| 1954        | El Plomo     | Chile Central         |                           |
| 1963/1965   | Pichu Pichu  | sud del Perú          |                           |
| 1964        | El Toro      | San Juan/Argentina    | Dr. Juan Schobinger       |
| 1965        | Coropuna     | sud del Perú          | Dinamitada                |
| 1974        | Quehuar      | Salta, Argentina      | Dinamitat/Extret el 1999  |
| 1977        | Esmeralda    | Nord de Chile         | 2 cossos                  |
| 1985        | Aconcagua    | Mendoza, Argentina    | Dr. Juan Schobinger       |
| 1995        | Ampato       | Sud del Perú          | 4 cossos. Reinhard-Chavez |
| 1996        | Sara Sara    | Sud-est del Perú      | Reinhard-Chavez           |
| 1998        | Misti        | Sud del Perú          | 6 cossos. Reinhard-Chavez |
| 1999        | Llullaillaco | Salta, Argentina      | 3 cossos. Reinhard-Ceruti |